# Burkart von Hohenfels

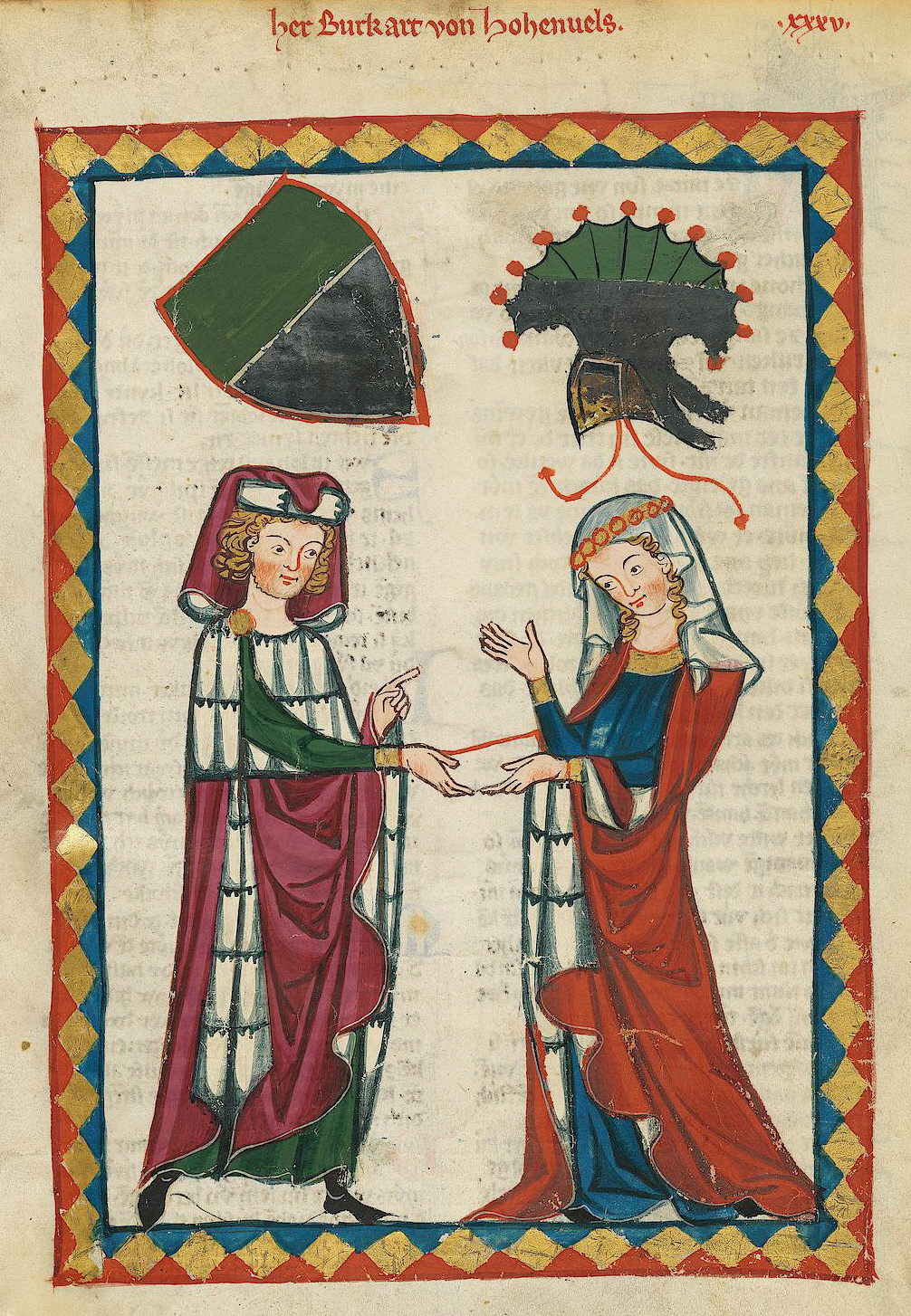
Burkart von Hohenfels (Miniatur im Codex Manesse, Zürich, Anfang 14. Jahrhundert)

Burk(h)art von Hohenfels war ein Minnesänger. Über seine Lebensumstände ist wenig bekannt.

## Leben
Die Herren von Hohenfels waren vermutlich Ministerialen des Bischofs von Konstanz und saßen auf Burg Hohenfels bei Sipplingen am Überlinger See. Hier wird seit dem 19. Jahrhundert das Andenken an den Dichter besonders gepflegt.
Urkundlich nachgewiesen ist Burkart – wenn es sich um die gleiche Person handelt – zwischen 1212 und 1242. 1216 erscheint er bei Friedrich II. in Ulm, ab 1222 mehrfach am Hofe des Königs Heinrich VII.
Von Hohenfels sind achtzehn Minnelieder und zwar ausschließlich in der Großen Heidelberger Liederhandschrift (Codex Manesse) überliefert (Blätter 110 bis 113). Er setzte als erster den anspruchsvollen geblümten Stil ein. Seine „virtuose Eleganz des Metrisch-Rhythmischen“ verbindet ihn mit Gottfried von Neifen (V. Mertens).
Hugo von Hofmannsthal übernahm Lied I in seinen Jedermann.